# Эльгерт, Норберт
Норберт Эльгерт (нем. Norbert Elgert; 13 января 1957, Гельзенкирхен) — немецкий футболист, тренер юношеской команде гельзенкирхенского «Шальке 04».

## Клубная карьера
Эльгерт возглавил команду «Шальке» до 19 лет в 1996 году и выиграл с ней чемпионат в 2006, 2012 и 2015 годах. Будучи тренером «Шальке», занимался подготовкой будущих игроков сборной Германии: Месута Озила, Мануэля Нойера, Бенедикта Хёведеса и Юлиана Дракслера, а также Лероя Сане, Жоэля Матипа и Сеада Колашинаца. В 2013 году был назван немецким тренером года Немецкой футбольной ассоциацией. Является членом Зала славы Шальке («Эренкабин»).